# Grenoble Challenger 2001
Il Grenoble Challenger 2001 è stato un torneo di tennis facente parte della categoria ATP Challenger Series nell'ambito dell'ATP Challenger Series 2001. Il torneo si è giocato a Grenoble in Francia dal 1 al 7 ottobre 2001 su campi in cemento indoor.

## Vincitori

### Singolare
Johan Settergren ha battuto in finale  Ivan Ljubičić con il punteggio di 5–7, 7–6(4), 7–5

### Doppio
Jonathan Erlich /  Andy Ram hanno battuto in finale  Paul Rosner /  Glenn Weiner con il punteggio di 6–4, 3–6, 7–6(4)